# Norman Fairclough
Norman Fairclough (1941) é um linguista britânico, professor emérito na Universidade de Lancaster.
Obteve sua graduação e mestrado na University College London e seu doutorado na Universidade de Lancaster. Recebeu doutorados honorários da Universidad de Aalborg, Dinamarca, em 2004, e da Universidade de Jyväskylä, Finlândia, em 1998.
É considerado um dos pioneiros da análise crítica do discurso (ACD), uma área de estudos que analisa a influência das relações de poder sobre o conteúdo e a estrutura dos textos, sobretudo os midiáticos. Seu trabalho de pesquisa foca-se sobre o lugar da linguagem nas relações sociais e sobre a linguagem como parte integrante de processos de mudança social. A ACD concebe a linguagem como um elemento da prática social, e, portanto, responsável pela criação, manutenção e transformação das significações de mundo. A ACD não pode ser classificada como disciplina, e nem tem um método próprio de análise, uma vez que se trata de uma área de investigação transdisciplinar, sendo, tal qual a Linguística Aplicada, relativamente independente quanto aos estudos da linguagem.
Atualmente investiga o discurso como um elemento chave de transformações sociais maiores como a globalização, o neoliberalismo, o "novo capitalismo" e a "economia do conhecimento", em consonância com Luc Boltanski, Ève Chiapello e os teóricos que buscam compreender o que chamam de "o novo espírito do capitalismo". Fairclough influenciou e foi influenciado pelos estudos culturais britânicos.
Fairclough trata também das relexicalizações ou novas lexicalizações, que ocorrem quando uma palavra que pertence a determinada área de conhecimento/atuação passa a pertencer também a outra área, geralmente a fim de substituir um conceito utilizado anteriormente.